# Fondation Maeght

Fondation Maeght

Fondation Maeght (eigenlijk La Fondation Marguerite et Aimé Maeght) (uitspraak van de oorspronkelijk Frans-Vlaamse naam: [mɑɡ]) is een privé-museum en beeldenpark in Saint-Paul-de-Vence in Frankrijk.
Het museum met bijbehorende park is gelegen buiten het dorp Saint-Paul de Vence, op 25 km van Nice en toont een architectuur speciaal ontworpen voor de presentatie van klassiek-moderne en hedendaagse kunst in al zijn verscheidenheid. De collectie twintigste-eeuwse schilderijen, grafische werken, tekeningen en sculpturen behoort tot de belangrijkste van Europa.

## Het complex
Het complex biedt expositieruimtes, een kapel en een bibliotheek, die is veraangenaamd met kunstwerken. Schilders en beeldhouwers hebben met de Catalaanse architect Josep Lluis Sert samengewerkt om gebouw en kunst te integreren, waarbij achtereenvolgens zijn ontstaan: een "cour" van Alberto Giacometti, een labyrint van Joan Miró vol beeldhouwwerk en keramiek, muurmozaïeken van Marc Chagall en Pierre Tal-Coat, een waterbassin en glas-in-loodramen van Georges Braque, een fontein van Pol Bury. Het complex werd op geïnaugureerd 28 juli 1964 door de toenmalige minister van cultuur André Malraux.

### Geschiedenis

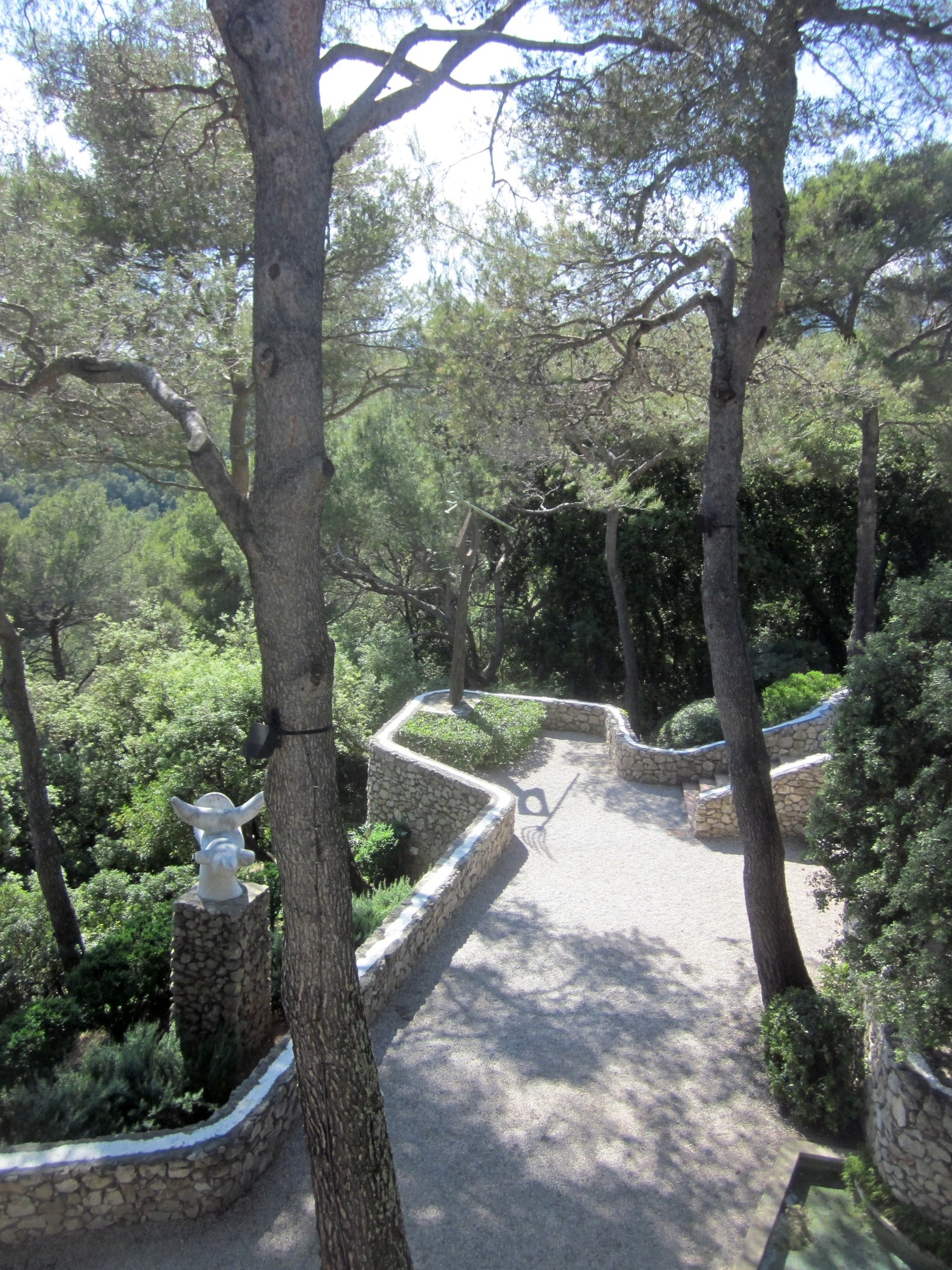
Gedeelte van het Labyrint

Na het overlijden van hun jongste zoon Bernard kregen Marguerite en Aimé Maeght het idee een stichting in het leven te roepen: de Fondation Maeght. Op een terrein in de omgeving van hun huis, op de heuvel Gardette bij Saint-Paul-de-Vence ontdekten ze een kleine kapel gewijd aan Saint Bernard. Ze beschouwden dit als een teken om op deze plaats de gebouwen van de Fondation neer te zetten. Vanaf het begin waren ze er van overtuigd dat het geen museum in de traditionele zin mocht worden. Hun vriend Joan Miró bracht ze in contact met Josep Lluis Sert. De Maeghts waren enthousiast over het ontwerp van Sert voor de studio van Miro op Mallorca en ze gaven Sert de opdracht om in die stijl de Fondation vorm te geven. Het ontwerpproces was een lange dialoog tussen Sert, de Maeghts en de kunstenaars die aan de Galerie Maeght waren gelieerd. 
Sert heeft zijn ontwerp gemodelleerd naar de basiskenmerken van een Mediterraan dorp en ingepast in de bijzondere topografie van de Gardetteheuvel. Vrijwel alle bomen op de bouwlocatie werden gespaard en de helling werd benut voor de aanleg van meerdere terrassen. Heel belangrijk was de zorg voor de juiste lichtinval in de tentoonstellingsruimten. Studenten van Sert aan de Harvard Graduate School of Design bouwden een model van multiplex waarmee geëxperimenteerd kon worden om optimale lichtomstandigheden te bereiken. Evenals voor de studio van Miró op Mallorca kwamen er ook hier kwartcilindervormige dakconstructies waardoor het licht kon binnenvallen. Sert wilde aanvankelijk voor de muren onbewerkt beton gebruiken, maar hij koos uiteindelijk voor het locale bouwmateriaal de baksteen. De 300.000 bakstenen en de terracottavloertegels werden in de regio gefabriceerd.

Beeldentuin

De bouw begon in 1960. Gedurende de hele bouwperiode was er intensief contact tussen de architect en de betrokken kunstenaars. Regelmatig was er overleg op de bouwplaats zelf. Iedere ‘Maeghtkunstenaar’ had zijn eigen ruimte tijdens de bouw. Joan Miró creëerde het ‘Labyrint’, de tuin in terrasvorm met sculpturen en keramiek, Alberto Giacometti nam de binnenplaats voor zijn rekening met zijn befaamde sculpturen, Pierre Tal Coat maakt de mozaïeken op de muren van de tuinen bij de ingang en Raoul Ubac verzorgde de kruiswegstatie in de kapel Saint Bernard. De tuin zelf is een beeldengalerij met werken van Alexander Calder, Eduardo Chillida en Marc Chagall.
In de zomer van 2024 werd de uitbreiding van de Fondation Maeght voltooid. Architect Silvio d'Ascia ontwierp twee grote zalen, zonder daarbij afbreuk te doen aan de bestaande structuur van het gebouw. Onder de Giacometti-binnenhof werd een expositieruimte van 585 m² gerealiseerd, en onder de Miró-binnenhof kwam een tweede zaal van 85 m². Beide zalen zijn met elkaar verbonden door een galerie van 44 m², waar de geschiedenis van de Fondation Maeght en het gebouw wordt belicht 

## Het beeldenpark
De beeldencollectie van de Fondation Maeght is ontstaan door de nauwe vriendschap van de galeriehouder Aimé Maeght uit Parijs met enkele grote, moderne beeldhouwers van naam zoals: Joan Miró, Alexander Calder, Fernand Léger en Alberto Giacometti.